# Agnadello
Agnadello – miejscowość i gmina we Włoszech, w regionie Lombardia, w prowincji Cremona.
Według danych na rok 2004 gminę zamieszkiwało 2977 osób, 248,1 os./km².
14 maja 1509 miała tu miejsce bitwa podczas wojny włoskiej 1508–1510, zwanej także wojną Ligi Cambrai, przegrana przez armię wenecką.